# تيما (غانا)
تيما هي مدينة كبيرة، ومدينة مينائية، وتجمع حضري، في غانا، تقع في Tema Metropolitan Assembly ‏، بلغ عدد سكانها 161,612 نسمة وذلك حسب إحصائيات سنة 2013.

## المناخ
يظهر الجدول التالي التغييرات المناخية على مدار السنة لتيما:
| البيانات المناخية لـتيما          | البيانات المناخية لـتيما | البيانات المناخية لـتيما | البيانات المناخية لـتيما | البيانات المناخية لـتيما | البيانات المناخية لـتيما | البيانات المناخية لـتيما | البيانات المناخية لـتيما | البيانات المناخية لـتيما | البيانات المناخية لـتيما | البيانات المناخية لـتيما | البيانات المناخية لـتيما | البيانات المناخية لـتيما | البيانات المناخية لـتيما |
| الشهر                             | يناير                    | فبراير                   | مارس                     | أبريل                    | مايو                     | يونيو                    | يوليو                    | أغسطس                    | سبتمبر                   | أكتوبر                   | نوفمبر                   | ديسمبر                   | المعدل السنوي            |
| --------------------------------- | ------------------------ | ------------------------ | ------------------------ | ------------------------ | ------------------------ | ------------------------ | ------------------------ | ------------------------ | ------------------------ | ------------------------ | ------------------------ | ------------------------ | ------------------------ |
| متوسط درجة الحرارة الكبرى °م (°ف) | 32 (89)                  | 32 (90)                  | 32 (90)                  | 33 (91)                  | 32 (90)                  | 30 (86)                  | 28 (82)                  | 28 (83)                  | 29 (85)                  | 30 (86)                  | 32 (89)                  | 33 (91)                  | 33 (91)                  |
| متوسط درجة الحرارة الصغرى °م (°ف) | 23 (73)                  | 24 (75)                  | 24 (76)                  | 26 (78)                  | 25 (77)                  | 24 (75)                  | 23 (73)                  | 23 (74)                  | 24 (75)                  | 23 (73)                  | 23 (73)                  | 24 (76)                  | 23 (73)                  |
| الهطول مم (إنش)                   | 7.6 (0.3)                | 25 (1.0)                 | 25 (1.0)                 | 130 (5.0)                | 130 (5.0)                | 150 (6.0)                | 76 (3.0)                 | 25 (1.0)                 | 76 (3.0)                 | 76 (3.0)                 | 25 (1.0)                 | 7.6 (0.3)                | 750 (29.6)               |
| المصدر: Myweather2.com            |                          |                          |                          |                          |                          |                          |                          |                          |                          |                          |                          |                          |                          |

## مدن توأم
المدن التوأم:
- حي غرينتش الملكي
- سان دييغو، كاليفورنيا (منذ 1976)
- روانوك.

## أعلام
- كريستيان غيان
- هانس ساربي
- كوامي كوانساه
- روبرت منساه
- خواكيم ادوكور
- أبو بكري ياكوبو
- سيدو بانسى